# Elezioni politiche a San Marino del 1932
Le elezioni politiche a San Marino del 1932 (IX legislatura) si svolsero il 28 agosto. Furono le terze a partito unico, dopo che il Partito Fascista Sammarinese prese il potere.

## Sistema elettorale
Erano elettori i cittadini sammarinesi maschi maggiori di 24 anni con almeno uno di questi requisiti:
- essere capofamiglia originario o naturalizzato
- essere laureato
- appartenere alla milizia
- avere un reddito annuo sopra le 55 lire

## Le liste
Alle elezioni del 1932 era presente solo il Partito Fascista Sammarinese.

## Risultati
| Partito Fascista Sammarinese | 2 573 | 100,00 | 60 |  |  |  |
| Totale                       | 2 573 | 100    | 60 |  |  |  |
|                              |       |        |    |  |  |  |
| Voti non validi              | 0     | 0,00   |    |  |  |  |
| Votanti                      | 2 573 | 65,72  |    |  |  |  |
| Elettori                     | 3 915 |        |    |  |  |  |